# Анастас Магаревски
Анастас  е даровит възрожденски зограф от Македония, работил в XIX век.

## Биография
Роден е в битолското влашко село Магарево. Работи със синовете си Константин и Димитър, като е най-добрият зограф от тримата. Анастас почти никога не се подписва на делата си. Единствената негова подписана икона от Пелагонийската епархия е Акатист Богородичен в църквата „Благовещение Богородично“ в Прилеп от 1839 година. На него се приписват и иконите във Велушинския манастир „Свети Георги“.